# Kot perski
Kot perski – stara rasa kota, zaliczana do grupy długowłosych. W Europie pojawiła się w XVII wieku.

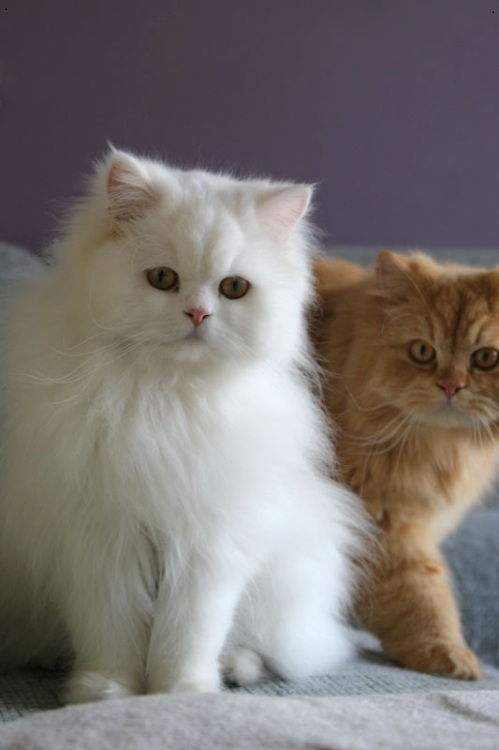
Młode koty perskie

## Wygląd

### Umaszczenie
Rozmaite odmiany barwne, m.in. czarna, biała, ruda, niebieska, kremowa i inne, istnieje ich około 150. Także kolor oczu może być różny: niebieski, pomarańczowy lub mieszany (jedno niebieskie drugie pomarańczowe).
Koty perskie dzielą się na:
- szylkretowe
- szynszylowe
- jednobarwne
- dwubarwne
- colorpoint

### Budowa
Budowa krępa. Kończyny silne. Głowa duża, masywna, szeroka, czoło wypukłe, policzki pełne, broda dobrze rozwinięta. Nos mały, szeroki, z tzw. stopem. Ogon puszysty na całej długości. Średnia długość sierści ok. 10 cm. Wewnątrz ucha, a także między opuszkami palców wszystkich łap, powinien znajdować się pędzelek sierści. Kolejną charakterystyczną cechą kota perskiego jest tzw. kryza, którą tworzy gęsta i dłuższa sierść rosnąca od uszu wokół brody.

## Charakter
Mają bardzo łagodne i spokojne usposobienie. Persy lubią samotność, ale bardzo chętnie znoszą wszelkie pieszczoty i zabawy, zarówno z dziećmi jak i dorosłymi. Koty te są kompletnie pozbawione agresji, nie używają zębów (do gryzienia innych) i nie drapią podczas zabaw. Gości w domu akceptują szybko i bez problemów, łatwo też przystosowują się do nowych warunków. Uwielbiają wylegiwać się na kanapie. Nawet mając do dyspozycji ogród i dużo miejsca na świeżym powietrzu, wolą wybrać wygodny fotel w domu.